# Caspoggio
Caspoggio (Caspöc in dialetto valtellinese, AFI: /ˌkasˈpøːdʒ/, Caspoeusg in dialetto locale) è un comune italiano di 1 330 abitanti della provincia di Sondrio, in alta Lombardia, a circa 5 km in linea d'aria dal confine con la Svizzera. Il paese si trova a 1098 m s.l.m. in Valmalenco, nello scenario montano delle Alpi centrali (Catena Bernina-Scalino, massiccio delle Alpi Retiche occidentali). Gli fanno da corona le vette del Monte Disgrazia (3678 m), del Pizzo Scalino (3323 m) e quella del Pizzo Bernina (4049 m).

## Storia

### Origini medioevali
Prime tracce storiche sull'esistenza di Caspoggio risalgono al XIV secolo in seguito all'erezione del più grande Castrum della Valmalenco 
voluto dai Capitanei, i potenti Signori di Sondrio, per contrastare le invasioni dal nord. Caspoggio, probabilmente, nasce come borgo di tale castello, un ristretto nucleo urbano formato da pastori, artigiani, lavoratori di braccio e anche da soldati con loro famiglie, nucleo necessario alla sussistenza della fortezza.
La Valtellina costituiva un'assai importante crocevia per le comunicazioni, il transito di truppe e gli approvvigionamenti tra domini del Nord, la Lombardia e il Sud; la Valmalenco, nondimeno, era uno dei principali corridoi che consentivano tali traffici e non è casuale che alla confluenza con il piano della Valmalenco sia sorta Sondrio, nata come città di mercato.
Data la sua posizione Caspoggio fu sempre un paese di frontiera; una parte molto antica di esso è la caratteristica "Truna", formata da abitazioni parallele su due schiere, divise da un passaggio centrale coperto lungo più di 25 metri, una specie di complesso con stalle inglobate, chiuso verso l'esterno. Oggi la Truna costituisce il tipico centro storico di Caspoggio.
La Valmalenco era attraversata da un'antichissima impervia via chiamata la Via Cavallera. Più che una strada questa via era una carovaniera di faticoso transito ma che offriva una notevole scorciatoia per i traffici tra Nord e Sud Europa; la Cavallera era, a sua volta, divisa in due tronconi gemelli, ciascuno transitante su una riva del fiume Mallero; il tratto di sinistra, che da Sondrio in Valtellina conduceva in Svizzera attraverso il Passo del Muretto, e il tratto di destra che conduceva in Svizzera invece dal Passo del Maloja. Caspoggio sorse su quest'ultimo tratto. Oltre al traffico commerciale e locale da questa via calarono in Italia nel XVII secolo anche le temibili orde mercenarie dei Landsknecht ovvero dei Lanzichenecchi, citati anche come apportatori di peste nella celebre opera del Manzoni, I promessi sposi.
I caspoggini erano dediti principalmente al taglio dei boschi e alla pastorizia, vista la possibilità di poche coltivazioni per la troppa altezza del sito. I cognomi del posto, Pegorari, Agnelli, Agnellini (oggi scomparsi) ne sottolineano il ricordo.
Uomini e donne a piedi scendevano al piano con le bricolle cariche, per vendere burro e formaggi ricavati dal latte delle loro bestie, lana e pelli; recavano anche erbe medicinali raccolte sui monti, come la Deneda e il Genepì, tegami e suppellettili varie da loro fabbricati anche in pietra ollare (tali artigiani erano chiamati nel posto "Magnani") o prestarsi per lavori semplici come arrotini o offrirsi per manovalanze varie. Ciò avveniva nella commerciale piazza Garibaldi a Sondrio dove sorsero locande per accogliere clienti e venditori del mercato che qui si svolgeva; nel XIX secolo sorse anche una banca (Banca Popolare di Sondrio) e un grande albergo per i commercianti più facoltosi.
La valle di Caspoggio si chiama Valmalenco. Il nome di Malenco sembra derivare da "Valle del Mallero" il fiume che l'attraversa, anticamente chiamato Malengo; secondo alcuni, invece, da "Val-Malenga" per essere delimitata da spaventevoli montagne, o forse il nome deriverebbe da una sorta di "Male-evento", proprio per il nefasto passaggio nei secoli di truppe mercenarie, tra cui i temibili mercenari svizzeri, caratterizzati da bagni di sangue e assenza di pietà per gli avversari. Persino oggi si racconta ancora della crudeltà di questi mercenari svizzeri qui denominati i "Grigioni".
Un'ansa strettissima della assai ripida strada sotto il castello formava una specie di passo, poco praticabile, un punto strategico facilmente controllabile che, con pochi uomini, poteva chiudere ermeticamente qualunque transito sulla strada; in verticale sopra quel punto vi era una larga base di roccia su cui era possibile edificare un avamposto armato; inoltre quel punto offriva una visione eccezionale della valle così utile per gli avvistamenti nemici. Per il controllo su questo sito strategico lì venne costruito il Castello di Malenco, che insieme a Torre Santa Maria e altri fortilizi agivano da difesa del Feudo di Sondrio dalle invasioni dal Nord e proteggevano e avvisavano le popolazioni valligiane del pericolo incombente per l'arrivo di eserciti razziatori.
Il nome Caspoggio nella tradizione popolare sembra che derivi da "Case sul poggio", forse perché più che un unico paese agli inizi Caspoggio era una zona abitata da case sparse sui monti e in seguito formanti contrade. Altra interpretazione è che il nome derivi da "Case appoggiate", vista come case appoggiate l'una all'altra nel centro storico della Truna. Più verosimilmente il nome Caspoggio sembra derivare dal latino "Castrum Podii" o "Castel Poggio", nome originale della fortezza nel sito e che dava anche il nome alla zona; in effetti le rovine del castello di Malenco ne indicano la sua posizione su un grande "poggio" di roccia e da lì il nome, come detto, si sia esteso alla zona circostante dove sorsero le contrade. Non sappiamo se vi fossero abitanti nel castello oltre ai soldati o già nel sito attuale, come più probabilmente sembra. Nonostante la distruzione della fortezza il nome di origine di Castelpoggio rimase alla zona e nel tempo si sia compendiato in "Caspoggio". Ma è con la costruzione della Chiesa di San Rocco nel 1666 che l'agglomerato urbano comincia pian piano a prendere la forma di un paese unico con le case che crescono intorno alla parrocchiale fino a inglobare via via nel tempo anche le contrade più lontane.

### Età moderna
Il paese di Caspoggio, nel XVII secolo, fu dotato, come già detto, della chiesa parrocchiale di San Rocco (1666) e della chiesa di S. Elisabetta; fu scelto S. Rocco come santo patrono poiché è il santo più invocato, dal Medioevo in poi, come protettore dalle terribili epidemie della peste che più volte flagellò la Valmalenco.
In quel secolo Caspoggio si oppose all'insediamento della nuova religione "riformata" ovvero quella protestante rimanendo fieramente cattolico; è noto l'episodio delle donne di Caspoggio che presero a sassate il funerale protestante di un giovane ragazzo nella loro chiesa, impedendolo.
Nel 1816 Caspoggio divenne Comune, inserito nel I distretto di Sondrio. Esso era costituito da otto contrade (simboleggiate dalle otto stelle nello stemma), Centro dentro (céntru de dint), Centro fuori (céntru de fö), Bracelli (brac’), Albertazzi (bertàasc), Burri (bürr), Negrini (negrìn), Bricalli (brich) e Pantanaccio-S. Elisabetta (pentenàasc).
Ancora oggi si identificano nel territorio i sentieri "del contrabbando" percorsi per molti anni dagli abitanti di Caspoggio portando a spalla da una parte all'altra del confine le merci che, secondo i vari momenti, erano convenienti da "contrabbandare". Il contrabbando contribuiva a frenare il fenomeno dell'emigrazione e permetteva alla popolazione locale di sopravvivere. Con la separazione della Valtellina dai Grigioni nel 1798, il territorio e l'intensa economia e le risorse umane si trovarono spaccate in due, divise da un nuovo confine sorvegliato dai guardie, con aggravio di pesanti tasse doganali, a far parte di uno Stato percepito come straniero. La nuova situazione nata alla fine del XVIII secolo creò il fenomeno endemico del contrabbando.

### Età contemporanea
Lungo tutto l'Ottocento e fino agli anni sessanta del Novecento, ingenti quantitativi di merci, sale e tabacco dapprima, poi riso, zucchero, cioccolato, caffè, sigarette, orologi e altro, attraversarono illegalmente le frontiere di Italia-Svizzera, in un senso o nell'altro. Fu l"epopea" del contrabbando, degli inseguimenti rocamboleschi tra finanzieri e contrabbandieri, a piedi o su sci, che si raccontarono per anni nelle taverne di Caspoggio.
Dopo la stagione invernale 2011-2012 Caspoggio non ha più riaperto i suoi impianti da sci, a causa della mancanza di neve alle basse altitudini e dai costi troppo elevati della neve artificiale e di gestione.

### Simboli
Lo stemma e il gonfalone sono stati concessi con decreto del presidente della Repubblica del 9 ottobre 1967.
Il gonfalone è un drappo troncato di rosso e di bianco.

## Società

### Evoluzione demografica
Abitanti censiti